# Губернатор Воронежской области
Губерна́тор Воронежской области — высшее должностное лицо Воронежской области. Возглавляет высший исполнительный орган государственной власти области — правительство Воронежской области.
Использование наименований «губернатор Воронежской области» и «председатель правительства Воронежской области» является равнозначно допустимым.

## Система органов государственной власти области
В систему органов государственной власти области входят:
Воронежская областная дума — законодательный (представительный) орган государственной власти Воронежской области;
Правительство Воронежской области — исполнительный орган государственной власти, возглавляемый Губернатором Воронежской области — высшим должностным лицом Воронежской области.

## История
До 1996 года высшим должностным лицом Воронежской области являлся глава администрации области.
В современной Воронежской области губернатор — это высшее должностное лицо субъекта Российской Федерации (области), возглавляющее исполнительную власть на территории субъекта Российской Федерации. С 1996 по 2005 год губернатор избирался жителями области в рамках прямого, равного и тайного голосования. С 2005 год по 2012 года назначался законодательным органом (Воронежская областная Дума) по представлению Президента России.
С 1 июня 2012 года вступил в силу закон Российской Федерации, возвращающий прямые выборы высших должностных лиц региона.

## Правовые акты губернатора
Губернатор Воронежской области издает указы и распоряжения.
Указы и распоряжения губернатора обязательны для исполнения всеми находящимися на территории Воронежской области органами государственной власти и органами местного самоуправления, юридическими и физическими лицами.

## Порядок избрания и вступления в должность
Порядок выборов губернатора Воронежской области устанавливается федеральным законом и Уставом Воронежской области.
Губернатором Воронежской области может быть избран гражданин РФ, достигший возраста 30 лет. Кандидаты на должность губернатора области выдвигаются политическими партиями. Партия вправе выдвинуть кандидатом человека, являющегося членом партии, либо не являющегося членом данной или иной политической партии.
Выдвижение кандидата политической партией должны поддержать 5 процентов от общего числа муниципальных депутатов не менее чем в трех четвертях районов и городских округов Воронежской области.
Муниципальный депутат может поддержать только одного кандидата, выдвинутого любой политической партией. Муниципальный депутат или глава могут поставить подпись только в поддержку одного кандидата, соответственно оппозиция не сможет объединить ресурсы, если каждая партия выдвигает своего кандидата.
Поддержка кандидата осуществляется путём проставления депутатом подписи на листе поддержки кандидата с указанием даты и времени её проставления. Подлинность подписи должна быть нотариально засвидетельствована. Отзыв депутатом своей подписи не допускается.
При вступлении в должность губернатор приносит присягу на верность народу и Конституции РФ, Уставу Воронежской области.

## Присяга
На торжественном заседании Воронежской областной Думы губернатор Воронежской области, приносит присягу следующего содержания:

«Я, (фамилия, имя, отчество), вступая в должность Губернатора Воронежской области, торжественно клянусь уважать и защищать права человека и гражданина, соблюдать Конституцию Российской Федерации, законы Российской Федерации, Устав Воронежской области и законы Воронежской области, верно служить народу, добросовестно выполнять возложенные на меня высокие обязанности Губернатора Воронежской области».

## Ежегодное послание
Губернатор обращается к Воронежской областной Думе с ежегодными посланиями о социально-экономическом положении в Воронежской области и об основных направлениях деятельности губернатора и исполнительных органов государственной власти области на предстоящий год.
Ежегодное послание губернатора подлежит внеочередному рассмотрению на заседании Воронежской областной Думы.

## Досрочное прекращение полномочий
Полномочия губернатора Воронежской области могут быть прекращены досрочно в случаях:
1) по собственному желанию путём подачи заявления Президенту;
2) вступления в отношении его в законную силу обвинительного приговора суда;
3) утраты им гражданства Российской Федерации, приобретения им гражданства иностранного государства либо получения им вида на жительство или иного документа, подтверждающего право на постоянное проживание на территории иностранного государства;
4) выезда за пределы РФ на постоянное место жительства;
5) смерти;
6) признания его судом недееспособным, ограниченно дееспособным, безвестно отсутствующим или объявления умершим;
7) отрешения его от должности Президентом в связи с выражением ему недоверия Воронежской областной Думой;
8) отрешения его от должности Президентом в связи с утратой доверия Президента Российской Федерации, за ненадлежащее исполнение своих обязанностей, а также в случаях, предусмотренных федеральным законодательством.

## Список руководителей Воронежской области
После поражения в 1991 году сил, связанных с КПСС, полноту власти в регионах взяли народные избранники и назначенцы президента России. В Воронежской области лишился всех властных полномочий и Воронежский областной комитет КПСС.

### Главы администрации
С 6 октября 1991 года во главе области находился глава администрации, эта должность существовала до осени 1996 года.
| № | Ф. И. О.                     | Годы жизни                       | Дата вступления | Дата завершения  |
| - | ---------------------------- | -------------------------------- | --------------- | ---------------- |
| 1 | Виктор Кириллович Калашников | 8 марта 1940 — 1 декабря 2023    | 16 октября 1991 | 18 марта 1992    |
| 2 | Александр Яковлевич Ковалёв  | 13 сентября 1942 — 7 апреля 2024 | 10 апреля 1992  | 17 сентября 1996 |

### Губернаторы
С 24 сентября 1996 года по настоящее время во главе области находится губернатор.
| № | Ф. И. О.                     | Годы жизни           | Дата вступления  | Дата завершения |
| - | ---------------------------- | -------------------- | ---------------- | --------------- |
| 1 | Александр Николаевич Цапин   | род. 24 мая 1949     | 24 сентября 1996 | 18 декабря 1996 |
| 2 | Иван Михайлович Шабанов      | род. 18 октября 1939 | 18 декабря 1996  | 29 декабря 2000 |
| 3 | Владимир Григорьевич Кулаков | род. 23 апреля 1944  | 29 декабря 2000  | 12 марта 2009   |
| 4 | Алексей Васильевич Гордеев   | род. 28 февраля 1955 | 12 марта 2009    | 25 декабря 2017 |
| 5 | Александр Викторович Гусев   | род. 27 июля 1963    | 15 сентября 2018 |                 |